# Bound To You
Singles
The Beautiful People Show Me How You Burlesque
Bound To You (« Liée à Toi ») est un single extrait de l'album et du film Burlesque de la chanteuse américaine, auteur-compositrice Christina Aguilera, en collaboration avec Sia Furler et Samuel Dixon. La chanson reçoit une nomination au Golden Globe Award 2011 dans la catégorie « Meilleure Chanson Originale ».

## Compositions
Dans le texte, Christina Aguilera chante qu'elle a trouvé le grand amour et qu'elle a peur de lui faire confiance et de tomber dans ses bras. Vocalement, elle chante doucement et dans ses notes graves du début jusqu'au milieu de la chanson et chante fort sur la fin. Cette chanson parle d'un amour triste.

## Critiques
Idolator et le magazine Billboard disent que Bound To You est la plus belle chanson de l'album.

## Performances Vocale Live
- The Tonight Show With Jay Leno - 17/11/2010 avec une interview[3]
- Burlesque Press Conference (dans un théâtre) - 15/12/2010